# 武重集團
武汉重型机床集团有限公司，即武重集團，前身武汉重型机床厂，1953年开始筹备，是由新中国第一个五年计划中的156项重点工程项目之一。历时五年，1958年成立。首任厂长是由周恩来亲自任命的史梓铭。老武重厂位于湖北省武漢市武昌中北路112号。2011年10月25日，正式被中国兵器工业集团公司收購，並成為旗下公司。合并后为武汉重型机床集团有限公司，简称武汉重型机床集团、武汉重型机床、武重集团。
主要業務生產产品有重型、超重型立式车床、卧式车床、不落轮对车床、卧式铣镗床和落地式铣镗床、龙门镗铣床、滚齿机、回转工作台及各种专用机械设备等。

## 武重历程
- 1952年

经国务院批准，武重列入前苏联援助中国建设的156个全国重点工程。
- 1956年

武重第一个厂房破土动工。
- 1958年

武重竣工投产。
- 1960年

武重相继建设了14个生产车间，制造能力逐步提高，多项产品填补亚洲空白。
- 1985年

武重由部管正式下放到武汉市政府管理。
- 1997年

学校、医院等机构，开始从武重剥离。
- 1999年

成为全国第一批实行“债转股”企业。
- 2010年

武重佛祖岭新厂房全面建成投产。
- 2011年

与中国兵工集团完成重组，武重迈入新征程。 

## 外部連結
- 集团官网：武漢重型機床集團有限公司 （页面存档备份，存于）